# 나이지리아 공군
나이지리아 공군(영어: Nigerian Air Force, NAF)은 나이지리아군의 항공 지부이다. 2021년 기준 18,000명 이상의 인력과 9대의 청두 F-7, 12대의 다쏘-도니에 알파 제트기, 3대의 JF-17 썬더 블록 II 및 12대의 엠브라에르 EMB 314 슈퍼 투카노 항공기, 24대의 아메라치 M-346 FA 주문, 헬리콥터 건쉽, 무장 공격 드론 및 군 수송 항공기를 포함한 아프리카에서 가장 큰 항공기 중 하나이다.

## 역사
비록 공군이 1958년에 처음 제안되었지만, 많은 국회의원들은 방공을 위해 영국에 의존하는 것을 선호했다. 그러나 콩고 민주 공화국과 탕가니카에서의 평화 유지 작전 동안, 나이지리아 육군은 그들만의 항공 수송 수단이 없었고, 그래서 1962년에 정부는 다양한 외국에서 조종사 훈련을 위한 생도들을 모집하기 시작했고, 최초의 10명은 이집트 공군에 의해 가르쳐졌다.

## 구조
공군은 서비스 본부, 6개의 주요 참모 본부, 4개의 직접 보고 부대, 4개의 작전 지휘부를 포함한다.
공군참모총장(CAS)은 대통령의 수석 또는 수석 고문이며, 또한 국방부 장관과 국방참모총장이다. 나이지리아 공군 본부는 평화와 안정 달성을 위한 계획과 절차를 수행하면서 장단기 임무 목표를 수립하고 정책을 명확히 할 책임이 있다. 또한, 나이지리아 공군 본부는 나이지리아 육군 및 나이지리아 해군과 공동 작전 정책 및 계획에 대해 연락을 취하고 있다. 나이지리아 공군 본부는 공군 참모총장 집무실과 8명의 참모 또는 부서, 즉 각각 정책 및 계획 부서, 작전 부서, 항공 공학 부서, 물류 부서, 행정 부서, 회계 및 예산 부서, 감찰 부서 및 항공 비서 부서로 구성되어 있다. 이 각 부서는 공군 중장이 지부장을 맡고 있다.